# Tête de Bellalué
Tête de Bellalué är en bergstopp i Schweiz. Den ligger i distriktet Aigle och kantonen Vaud, i den sydvästra delen av landet, 80 km söder om huvudstaden Bern. Toppen på Tête de Bellalué är 2 604 meter över havet.